# Софосбувір
Софосбувір (лат. Sofosbuvirum) — синтетичний противірусний препарат з групи нуклеозидних аналогів для перорального застосування. Софосбувір був розроблений американською компанією «Pharmasset», під назвою «Совалді». А з 2012 року, після викуплення акцій «Pharmasset» компанією «Gilead Sciences», подальша розробка і маркетинг препарату проводяться «Gilead Sciences». У 2013 році Управління з продовольства і медикаментів США (FDA) схвалило використання софобусвіра, в комбінації з рибавірином, для лікування гепатиту C, спричиненого вірусом гепатиту С 2 і 3 генотипів; а також для потрійної терапії разом із пегільованим інтерфероном і рибавірином, для лікування гепатиту С, спричиненого вірусом гепатиту С 1 і 4 генотипів, — на основі 4 клінічних досліджень ІІІ фази, які проводились на території США. У 2014 році FDA також схвалило застосування софобусвіра у комбінації з іншим противірусним препаратом — ледіпасвіром — на основі клінічних досліджень, проведених на території США, та опублікованих на сайті британського журналу «The Lancet» у листопаді 2013 року. Згідно із попередніми результатами досліджень, ця комбінація має високу ефективність у лікуванні хворих, які інфіковані вірусом гепатиту С 1-го генотипу, який є найбільш поширеним у США, Європі та Японії. У 2014 році «Gilead Sciences» уклала угоду про надання ліцензії сімом індійським фармацевтичним компаніям на виробництво генеричних препаратів софобусвіра та ледіпасвіра на території Індії, та їх продаж на території 91 країни світу. Ця угода була розкритикована міжнародними організаціями, які займаються питаннями лікування і захисту хворих на гепатит С та СНІД, як така, що не дає можливості пацієнтам з гепатитом С у тих країнах, які не увійшли до списку країн із дозволом на продаж генеричного софобусвіру, лікуватись дешевшим аналогом препарату. Україна також не входила в перелік країн, в яких дозволено продаж генеричного софосбувіру. Але вже у 2015 році генеричний препарат софосбувіру був зареєстрований в Україні та включений до переліку лікарських препаратів, що закуповуються за бюджетні кошти.
Всесвітня організація охорони здоров'я включила софосбувір до списку необхідних лікарських засобів.

## Фармакологічні властивості
Софосбувір — синтетичний противірусний препарат з групи нуклеозидних аналогів. Механізм дії препарату полягає в утворенні активного метаболіту препарату (уридинаналогового трифосфату, що має кодову назву GS-461203), який інгібує РНК-полімеразу NS5B вірусу гепатиту С та гальмує реплікацію вірусу гепатиту С 1, 2, 3 та 4 генотипів (згідно даних in vitro, софосбувір гальмує реплікацію вірусів також і 5 та 6 генотипів, які є менш розповсюдженими). Софосбувір, як і інші інгібітори РНК-полімераз вірусу гепатиту С, мають високу стійкість до розвитку толерантності вірусу до препарату в порівнянні з іншими противірусними препаратами (зокрема інгібіторами протеаз), при застосуванні яких частіше спостерігається неефективність лікування гепатиту С. Активний метаболіт софосбувіру GS-461203 не є інгібітором РНК- та ДНК-полімерази людини, а також не інгібує мітохондріальну РНК-полімеразу. Софосбувір може ефективно застосовуватись у комбінації з рибавірином в подвійній терапії або разом із рибавірином і пегільованим інтерфероном альфа-2а в потрійній терапії гепатиту С, а також у комбінації з іншим нуклеотидним аналогом ледіпасвіром (інгібітором РНК-полімерази NS5A) (у тому числі у випадках неефективності подвійної або потрійної терапії гепатиту С) при меншій кількості побічних ефектів. Окрім меншої кількості побічних ефектів, софосбувір має більш високу ефективність у порівнянні з раніше синтезованими противірусними препаратами, а також потребує у 2—4 рази коротшого терміну застосування для ефективної елімінації вірусу гепатиту С.

### Фармакокінетика
Софосбувір швидко всмоктується при пероральному застосуванні, біодоступність препарату складає 92 %. Максимальна концентрація софосбувіру в крові досягається протягом 0,5—2 годин після прийому препарату. Софосбувір швидко метаболізується з утворенням неактивного метаболіту під кодовою назвою GS-331007, максимальна концентрація якого досягається протягом 2—4 годин після перорального прийому софосбувіру. Прийом софосбувіру з жирною їжею сповільнює всмоктування препарату, але збільшує об'єм його всмоктування. Софосбувір добре, на 85 % зв'язується з білками плазми крові (згідно даних фірми-основного виробника, зв'язування з білками складає 61—65 %). Неактивний метаболіт софосбувіру концентрується в печінці, де метаболізується з утворенням активного метаболіту під кодовою назвою GS-461203 шляхом гідролізу частини етеру карбонової кислоти із відщепленням фосфорамідату протеїном, який зв'язує тривалентний гістиннуклеотид 1 (HINT1), що супроводжується фосфорилюванням із утворенням піримідинового нуклеотиду. Виводиться софосбувір із організму переважно (на 80 %) з сечею у вигляді метаболітів, частково виводиться з калом. у незначній кількості виводиться також із повітрям, яке видихається. Період напіввиведення софосбувіру в середньому становить 24 хвилини (0,4 год.) по основному препарату і 27 годин по основному метаболіту, даних за збільшення цього часу при печінковій та нирковій недостатності, а також у літніх людей, немає.

## Показання до застосування
Софосбувір застосовують при хронічному вірусному гепатиті C у дорослих у комбінації з іншими противірусними препаратами (рибавірином та пегільованим інтерфероном, ледіпасвіром, даклатасвіром). Монотерапію софосбувіром не проводять. Софосбувір можна застосовувати також при поєднаній інфекції ВІЛ та гепатиту С.

## Побічна дія
При застосуванні софосбувіру побічні ефекти спостерігають рідше, ніж при застосуванні інших противірусних засобів, частіше при спільному застосуванні з рибавірином. При застосуванні софосбувіру (у комбінації з іншими противірусними препаратами) можливі наступні побічні ефекти:
- З боку травної системи — дуже часто (більше 10 %) нудота, блювання, діарея, зниження апетиту; часто (1—10 %) запор, сухість у роті, похудіння, диспепсія, гастроезофагеальний рефлюкс.
- З боку нервової системи — дуже часто (більше 10 %) головний біль, запаморочення, безсоння, підвищена втомлюваність, подразливість; часто (1—10 %) загальна слабість, депресія, нечіткість зору, зниження концентрації уваги, мігрень.
- З боку дихальної системи та ЛОР-органів — дуже часто (більше 10 %) кашель, задишка, часто (1—10 %) ринофарингіт або грипоподібні захворювання, біль у грудях.
- З боку опорно-рухового апарату — дуже часто (більше 10 %) міалгії, артралгії; часто (1—10 %) спазм м'язів, біль у спині.
- Інші побічні ефекти — дуже часто (більше 10 %) гарячка.
- Зміни в лабораторних аналізах — дуже часто (більше 10 %) анемія, нейтропенія, лімфопенія, тромбоцитопенія, підвищення концентрації білірубіну в крові.

## Взаємодія з іншими лікарськими препаратами
При одночасному застосуванні софосбувіру (найчастіше у комбінації з ледіпасвіром, даклатасвіром або симепревіром) та антиаритмічного препарату аміодарону спостерігають симптоматичну брадикардію, у тому числі зі смертельними випадками та потребою застосування штучного водія ритму серця. При одночасному застосуванні софосбувіру з інгібіторами P-глікопротеїну — рифампіцином та іншими препаратами з групи рифаміцинових антибіотиків, карбамазепіном, фенітоїном або звіробоєм — може знижуватися концентрація софосбувіру в крові При одночасному застосуванні софосбувіру з типранавіром також можна спостерігати зниження концентрації софосбувіру в крові. Даних за взаємодію софосбувіру з іншими лікарськими засобами, включно з циклоспорином, дарунавіром, ефавірензом, емтрицитабіном, метадоном, ралтегравіром, рілпівірином, такролімусом,тенофовіром і пероральними контрацептивами, не виявлено.

## Протипокази
Софосбувір протипоказаний при підвищеній чутливості до препарату. Препарат не рекомендований до застосування при вагітності та годуванні грудьми, а також у дитячому віці.

## Форми випуску
Софосбувір випускають у вигляді таблеток по 0,4 г. Софосбувір випускають також у комбінації з іншим противірусним препаратом ледіпасвіром по 0,4 г софосбувіру та 0,09 г ледіпасвіру під торговельною назвою «Харвоні».